# Reprezentacja Hiszpanii w hokeju na trawie kobiet
Reprezentacja Hiszpanii w hokeju na trawie kobiet jest zaliczana do czołowych na świecie w tej dyscyplinie. Zdobyła złoty medal Igrzysk Olimpijskich w 1992 roku,  medal mistrzostw świata, cztery medale mistrzostw Europy oraz medal halowych mistrzostw świata.
Reprezentacja Hiszpanii pięciokrotnie brała udział w zawodach Champions Trophy zajmując 4. miejsce w swym najlepszym występie w 1991 roku.

## Osiągnięcia

### Igrzyska olimpijskie
- nie wystąpiła - 1980
- nie wystąpiła - 1984
- nie wystąpiła - 1988
- 1. miejsce  - 1992
- 8. miejsce - 1996
- 4. miejsce - 2000
- 10. miejsce - 2004
- 7. miejsce - 2008
- nie uczestniczyła - 2012
- 8. miejsce - 2016
- 7. miejsce - 2020
- 7. miejsce - 2024

### Mistrzostwa świata
- 6. miejsce - 1974
- 5. miejsce - 1976
- 8. miejsce - 1978
- 10. miejsce - 1981
- nie wystąpiła - 1983
- 11. miejsce - 1986
- 5. miejsce - 1990
- 8. miejsce - 1994
- nie wystąpiła - 1998
- 8. miejsce - 2002
- 4. miejsce - 2006
- 12. miejsce - 2010
- nie uczestniczyła - 2014
- 3. miejsce - 2018
- 7. miejsce - 2022

### Mistrzostwa Europy
- 7. miejsce - 1984
- 5. miejsce - 1987
- 6. miejsce - 1991
- 2. miejsce - 1995
- 5. miejsce - 1999
- 2. miejsce - 2003
- 4. miejsce - 2005
- 4. miejsce - 2007
- 4. miejsce - 2009
- 4. miejsce - 2011
- 5. miejsce - 2013
- 4. miejsce - 2015
- 5. miejsce - 2017
- 3. miejsce - 2019
- 4. miejsce - 2021
- 6. miejsce - 2023
- 3. miejsce - 2025

### Halowe mistrzostwa świata
- nie startowała - 2003
- 2. miejsce - 2007
- nie startowała - 2011
- nie startowała - 2015
- nie startowała - 2018
- nie startowała - 2023
- nie startowała - 2025